# Lepidostoma flinti
Lepidostoma flinti är en nattsländeart som beskrevs av Wallace och Sherberger 1972. Lepidostoma flinti ingår i släktet Lepidostoma och familjen kantrörsnattsländor. Inga underarter finns listade i Catalogue of Life.